# Spongites sporolithon
Spongites sporolithon Kalugina-gutnik, Perestenko & Titlyanova, 1992 é o nome botânico de uma espécie de algas vermelhas pluricelulares do gênero Spongites, família Corallinaceae, subfamília Mastophoroideae.
- São algas marinhas encontradas nas ilhas Seychelles.

## Sinonímia
- Não apresenta sinônimos.